# Dicallaneura leucomelas
Dicallaneura leucomelas är en fjärilsart som beskrevs av Rothschild och Jordan 1905. Dicallaneura leucomelas ingår i släktet Dicallaneura och familjen Riodinidae. Inga underarter finns listade i Catalogue of Life.